# Роу Олександр Артурович
Роу Олександр Артурович (24 лютого (8 березня) 1906, Юр'євець, Костромська губернія (нині Івановська область), Російська імперія — 28 грудня 1973, Москва, СРСР) — радянський російський кінорежисер і сценарист. Заслужений діяч мистецтв РРФСР (1961). Народний артист РРФСР (1968).

## Біографія
Закінчив кіношколу ім. Б. Чайковського (1930), потім навчався в Драматичному технікумі ім. М. М. Єрмолової (закінчив в 1934 році).
Починав працювати на студії «Міжрабпомфільм» (був помічником і асистентом Я. Протазанова у стрічках «Маріонетки» й «Безприданниця» та ін.).
З 1938 р. створює дитячі фільми на студії «Союздитфільм» (потім — Кіностудія імені Максима Горького).
У 1961 екранізував повість Миколи Гоголя «Ніч перед Різдвом» («Вечори на хуторі близ Диканьки»).
Олександр Роу помер 28 грудня 1973 року в Москві. Похований на Бабушкінському кладовищі.

## Фільмографія
Режисер-постановник:
- 1938: «По щучому велінню» / По щучьему велению
- 1939: «Василіса Прекрасна» / Василиса Прекрасная
- 1941: «Горбоконик» / Конёк-горбунок
- 1944: «Кощій Безсмертний» / Кащей Бессмертный
- 1949: «День чудесних перетворень»
- 1952: «Травнева ніч, або Утоплена» / Майская ночь, или Утопленница
- 1954: «Таємниця гірського озера» / Тайна горного озера
- 1956: «Дорогоцінний подарунок» / Драгоценный подарок
- 1958: «Нові пригоди Кота в чоботях» / Новые похождения Кота в сапогах
- 1959: «Марія-майстриня» / Марья-искусница
- 1960: «Кришталевий черевичок» /Хрустальный башмачок
- 1961: «Вечори на хуторі близ Диканьки» / Вечера на хуторе близ Диканьки
- 1963: «Королівство кривих дзеркал» / Королевство кривых зеркал
- 1964: «Морозко» / Морозко
- 1967: «Вогонь, вода та... мідні труби» / Огонь, вода и… медные трубы
- 1969: «Варвара-краса, довга коса» / Варвара-краса, длинная коса
- 1972: «Золоті роги» / Золотые рога

та ін.
Сценарист:
- 1944: «Кощій Безсмертний» / Кащей Бессмертный
- 1960: «Кришталевий черевичок» /Хрустальный башмачок
- 1961: «Вечори на хуторі близ Диканьки» / Вечера на хуторе близ Диканьки
- 1969: «Варвара-краса, довга коса» / Варвара-краса, длинная коса
- 1972: «Золоті роги» / Золотые рога
- 1975: «Фініст — Ясний Сокіл» / Финист — Ясный Сокол

та ін.